# Operacja Dunaj (film)
Operacja Dunaj (cz. Operace Dunaj) – polsko-czeski komediodramat z 2009 roku w reżyserii Jacka Głomba.
W ciągu 17 dni emisji w polskich kinach wpływy od widzów osiągnęły wielkość 1 310 976 zł.

## Fabuła
Akcja zaczyna się w nocy z 20 na 21 sierpnia 1968 roku. W reakcji na politykę czechosłowackiego I sekretarza Alexandra Dubčeka i tzw. praską wiosnę wojska państw Układu Warszawskiego ruszają z interwencją do tego kraju, znaną jako Operacja Dunaj. Na Hradec Králové wyrusza również Biedroneczka – wysłużony T-34/85, który jeszcze podczas II wojny światowej zniszczył na terenie Czechosłowacji kilka niemieckich Tygrysów, a który od tego czasu służył w macierzystej jednostce za pomnik. Załogę Biedroneczki stanowią: sierżant Edward Kotwicz, weteran, obecnie dowódca czołgu, a jednocześnie wujek Jasia, kolejnego członka załogi. Jaś nieustannie porównuje się do Janka z „Czterech pancernych”, wierzy, że do Pragi jadą ratować Czechów przed Niemcami. Biedroneczką jadą również Florian, student i miłośnik Czechów, oraz Romek kierowca. Feralny T-34 nie dociera jednak do celu – po kilku kilometrach za granicą trafia do cichej wioski, gdzie przez przypadek wbija się lufą w karczmę. Podczas kraksy ulega awarii jedna z gąsienic, co unieruchamia Biedroneczkę na dłuższy czas. Wypadek przerwał odbywające się w karczmie pożegnanie odchodzącego na emeryturę zawiadowcy stacji – Michala Kulky, w którym uczestniczyła znaczna część wioski. Pojawienie się obcych żołnierzy przewraca życie całej lokalnej społeczności do góry nogami. Stosunki między miejscowymi a okupantami ewoluują od skrajnie nieprzyjaznych, aż do głębokich przyjaźni, wzajemnego zrozumienia, a w niektórych przypadkach – do miłości.

## Obsada
- Maciej Stuhr – działonowy Florian Sapieżyński
- Maciej Nawrocki – ładowniczy Jasiu Jamroży
- Przemysław Bluszcz – kapral Romek Kwaśny, kierowca czołgu
- Bogdan Grzeszczak – sierżant Edward Kotwicz, dowódca Biedroneczki, wujek Jasia
- Jiří Menzel – dróżnik Oskar Hazuka
- Eva Holubová – barmanka Andrea Čapkova, matka Petry i Lidki
- Jaroslav Dušek – Gustav Kapsa
- Bolek Polívka – Jiří Holub
- Rudolf Hrušínský młodszy – zawiadowca Michal Kulka
- Zbigniew Zamachowski – kapitan Czesław Grążel
- Joanna Gonschorek – major Czesława Grążlowa
- Tomasz Kot – porucznik January Jakubczak
- Monika Zoubková – Helenka
- Martha Issová – Petra Čapkova
- Magda Biegańska – Lidka Holubová
- Jan Budař – Ota, brat Helenki
- Jakub Kotyński

## Produkcja
Zdjęcia kręcono w województwie dolnośląskim (Karpniki, Gryfów Śląski), na terenie twierdzy Modlin oraz w Czechach (Sobotka w kraju hradeckim).